# Błażowa
Błażowa ist eine Stadt in Polen in der Woiwodschaft Karpatenvorland. Sie ist Sitz der einer Stadt-und-Land-Gemeinde im Powiat Rzeszowski.

## Geographische Lage
Die Stadt liegt am Fluss Ryjak im Karpatenvorland (Dynów-Gebirge).

## Geschichte
Die erste urkundliche Erwähnung des Ortes stammt aus dem Jahr 1429 (agrorum Blazowiensium), danach Blaszowa (1430), Blazowa (1432?), Blazow (1436), Blaszow (1453), Blazowa (1508), Blazeiowa (1629), Błażowa (1794). Der besitzanzeigende Name ist vom Personennamen Błaż (polnisch Błażej, deutsch Blaise) abgeleitet mit dem Suffix -owa.
Im Jahr 1432 wurde eine römisch-katholische Pfarrei gegründet. 
1624 fielen die Tataren in die Gegend ein. Sie brandschatzen dabei sowohl in der Stadt als auch in den umliegenden Dörfern. Auch 1672 war ein schwieriges Jahr für die Stadt, da erneut Tataren, aber auch Kosaken Zerstörungen in der Stadt anrichteten. Während des Großen Nordischen Kriegs marschierten 1704 schwedische Truppen in Błażowa ein. 1770 erhielt der im Besitz von Fürst Alexander Jakob Lubomirski stehende Ort das Marktrecht.
Infolge der Ersten Teilung Polens fiel der Ort 1772 an Österreich. 1790 wurde die erste Feuerwehr durch Henryk Fleming gegründet. 1884 wurde die Webervereinigung gegründet und im Jahr darauf eine Weberschule. 1895 wurde die bisher bestehende Feuerwehr in eine Freiwillige Feuerwehr umgewandelt. Der Bau der neogotischen Kirche erfolgte zwischen 1896 und 1900 unter Leitung des Architekten Jan Sasa-Zubrzycki. 1907 wütete ein Brand in der Stadt und vernichtete sie größtenteils. Wenige aus Stein errichtete Gebäude, darunter auch die Kirche, blieben verschont. Nach Ende des Ersten Weltkrieges wurde die Stadt 1918 Teil des durch den Friedensvertrag von Brest-Litowsk wiederentstandenen Polens. 
Beim Ausbruch des Zweiten Weltkrieges wurde die Stadt im September 1939 von der Wehrmacht besetzt. Im selben Jahr wurden Juden in die Stadt deportiert; im Februar 1942 gab es in der Stadt etwa 1100 Juden. Im Sommer des Jahres wurden sie deportiert und ermordet. 1944 musste sich die Wehrmacht aufgrund des Drucks durch die Rote Armee zurückziehen, die Gegend wurde von der sowjetischen Armee besetzt und die Stadt wurde Teil Polens.
1950 wurde ein staatlicher Kindergarten eingerichtet. Bei einer Verwaltungsreform in Polen war die Stadt am 1975 Teil der neu gebildeten Woiwodschaft Rzeszów. Nach deren Auflösung war Błażowa ab 1999 Teil der Woiwodschaft Karpatenvorland.
2002 erhielt das gimnazjum im. Anny Jenke ein neues Gebäude.

## Bauwerke
- Neogotische Kirche, errichtet zwischen 1896 und 1900
- Herrenhaus, errichtet im 18./19. Jahrhundert

## Gemeinde
Zur Stadt-und-Land-Gemeinde gehören neben der Stadt Błażowa die Schulzenämter (sołectwo):
- Białka,
- Błażowa Dolna,
- Błażowa Górna,
- Futoma,
- Kąkolówka,
- Kąkolówka-Ujazdy,
- Lecka,
- Nowy Borek,
- Piątkowa.

## Verkehr
Durch die Stadt führen keine größeren Straßen. Über eine kleinere Landstraße ist die Woiwodschaftsstraße 878, etwa sieben Kilometer nördlich zu erreichen. Diese führt zur Kreisstadt Rzeszów und der dort verlaufenden Europastraße 40. Etwa ebenso weit entfernt ist die südlich verlaufende Woiwodschaftsstraße 884.
Der Flughafen Rzeszów-Jasionka ist der nächste internationale Flughafen. Er liegt etwa 26 Kilometer nördlich von Błażowa.

## Persönlichkeiten
- Cwi Elimelech Szapiro (1841–1924), von 1900 bis 1914 Rabbiner in der Stadt

### Söhne und Töchter der Stadt
- Jakob Moneta (1914–2012), Gewerkschafter und Journalist